# Povstání spartakovců
Povstání spartakovců, také známé jako lednové povstání, bylo pokusem o revoluci ve Výmarské republice v chaosu po porážce Německa v první světové válce (viz Listopadová revoluce). Komunisté společně s radikály z tzv. nezávislé sociální demokracie se pokusili v lednu 1919 v Berlíně svrhnout vládu umírněných sociálních demokratů. Ti na pomoc proti povstalcům povolali polovojenské ultranacionalistické jednotky Freikorps, které povstání skupiny spartakovců potlačily a vůdce povstalců Liebknechta a Luxemburgovou zajaly a zabily.

## Předcházející události
Na podzim 1918 se v důsledku porážky v první světové válce zhroutila v Německu monarchie a 9. listopadu 1918 se stal novým kancléřem představitel sociálních demokratů Friedrich Ebert. Pod jeho vedením vznikla tzv. Rada lidových představitelů, kde vedle sociálních demokratů (SPD) měli zastoupení i radikálové z Nezávislé sociální demokracie (USPD). Rada ukončila příměřím z Compiègne první světovou válku a 12. listopadu 1918 vyhlásila základní svobody jako svobodu shromažďování, slova či zrušení cenzury. V prosinci 1918 proběhlo v Berlíně tzv. Vánoční povstání, kdy se protestující námořníci střetli s armádou. Na protest proti násilnému postupu opustili zástupci USPD 29. prosince 1918 radu, kde je vystřídali zástupci SPD. Volby do národního shromáždění byly vypsány na leden 1919, ale napětí mezi vládnoucími sociálními demokraty a levicovými radikály se dále stupňovalo.
Samotný Svaz spartakovců (zkráceně spartakovci), který se pojmenoval po Spartakovi, vůdci vzpoury římských otroků, vznikl na začátku první světové války jako levicové protiválečné hnutí. Jeho zakladatelé Karl Liebknecht a Rosa Luxemburgová opustili řady Sociálnědemokratické strany (SPD) v roce 1914, když strana oficiálně podpořila vstup Německa do války. Společně začali organizovat veřejné protiválečné demonstrace, za které následně strávili roky 1916 - 1918 ve vězení. Ve stejnou dobu vzrostl odpor k válce uvnitř SPD natolik, že se od strany odštěpilo její krajně levicové křídlo a v dubnu 1917 založilo Nezávislou sociálně demokratickou stranu (USPD). Spartakovci se stali její součástí, ale udrželi si v rámci strany výraznou nezávislost. V prosinci 1918 spartakovci společně dalšími krajně levicovými skupinami opustili USPD a založili Komunistickou stranu (KPD).

## Povstání

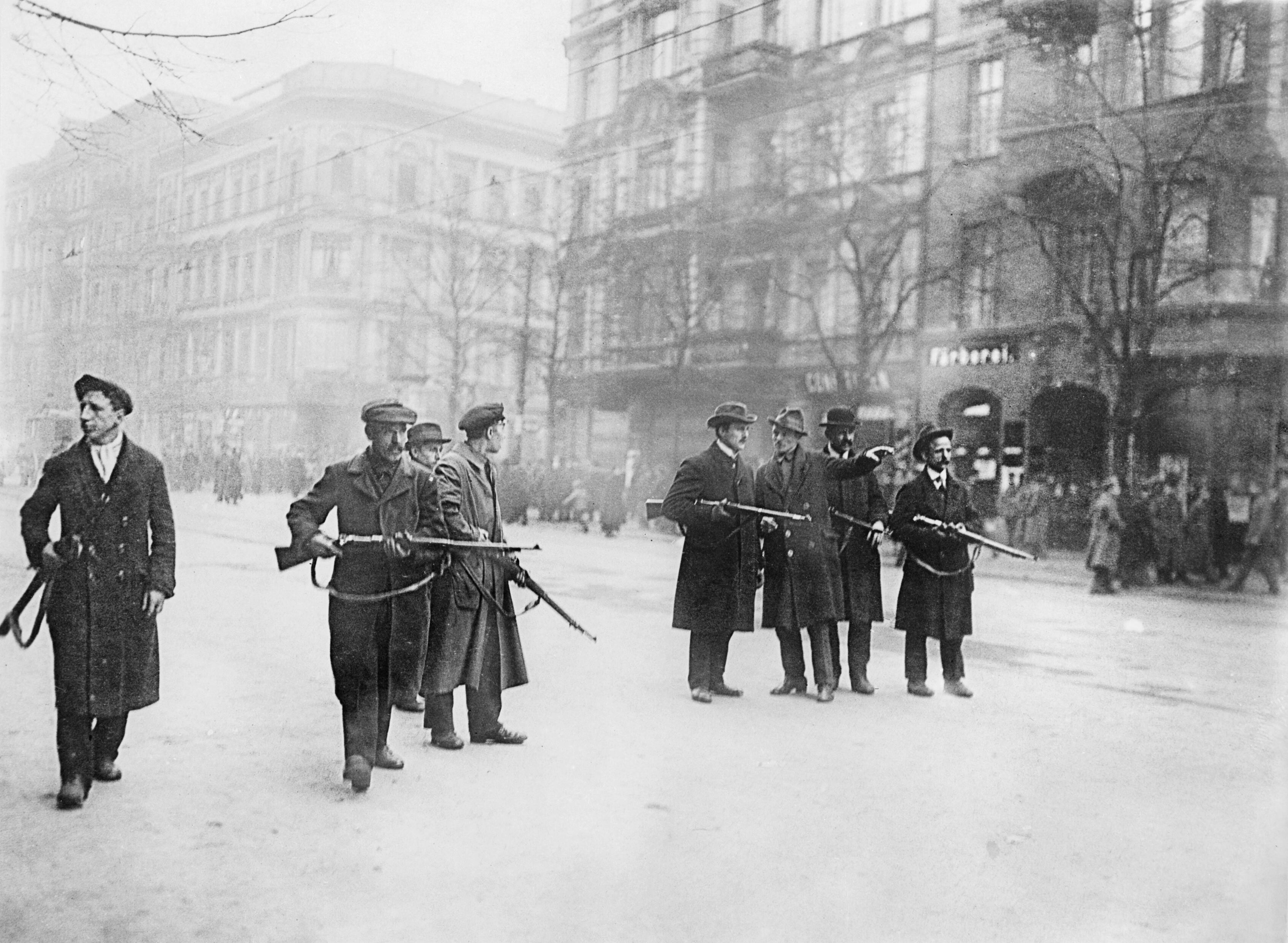
Povstalci drží ulici v Berlíně

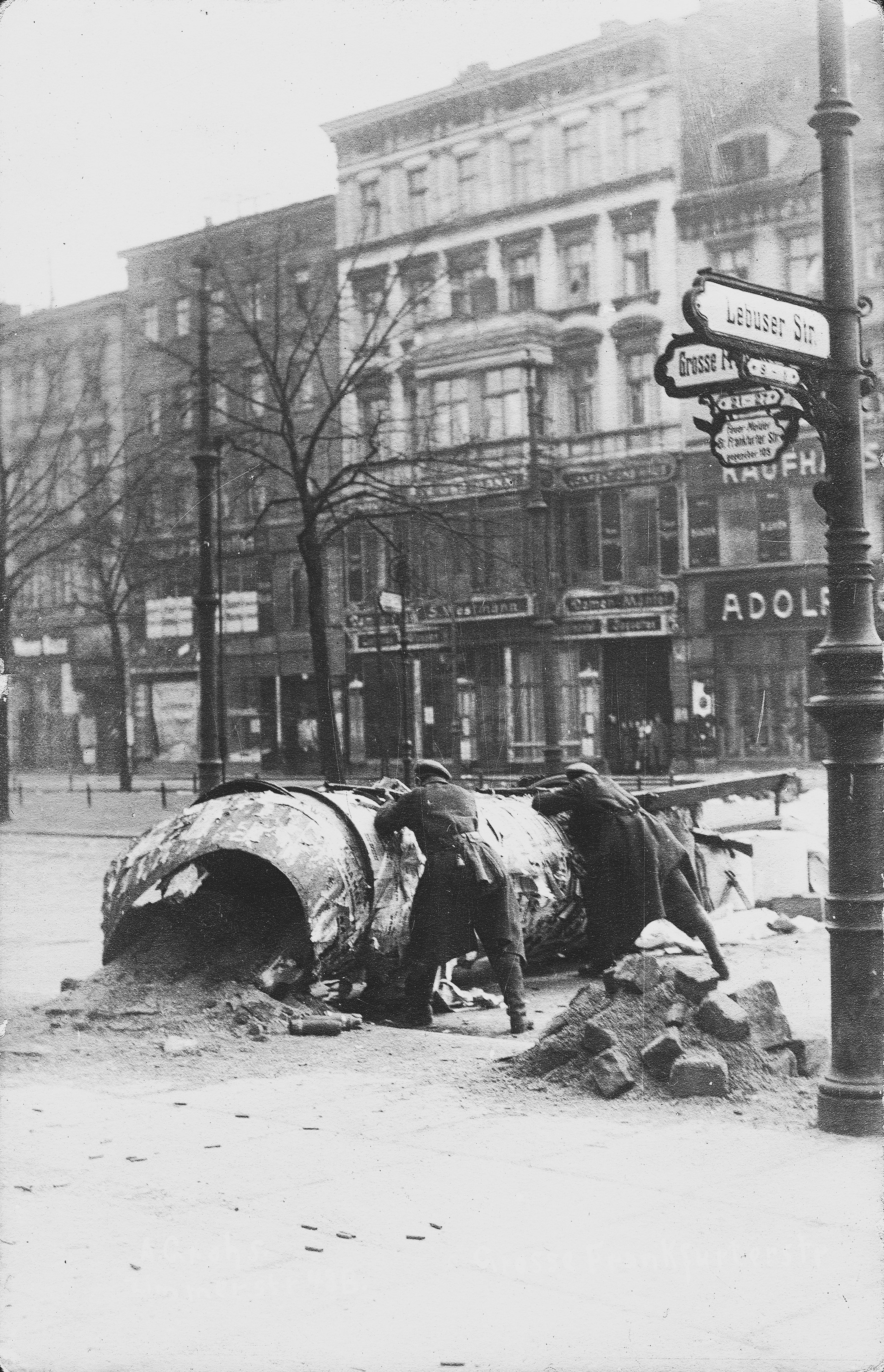
Výjev z bojů odehrávajících se během povstání

Rozbuškou pro povstání bylo propuštění berlínského šéfa policie, Emila Eichhorna z USPD, nově rekonstruovanou Radou lidových zástupců 4. ledna 1919. Na následující den svolali zástupci KPD a USPD demonstraci a sami byli následně překvapení masovou účastí. Dopoledne demonstranti obsadili vlakové nádraží a vydavatelství sociálnědemokratického periodika Vorwärts (česky Vpřed) a v ulicích začaly růst barikády. Zástupci protestujících se sešli na policejním velitelství a zvolili 53členný Prozatímní revoluční výbor (německy Provisorischer Revolutionsausschuss), který se ale nebyl schopný dohodnout na postupu. Liebknecht prosazoval násilné svržení vlády, zatímco Luxemburgová klonila k vyjednávání s radou.
Dně 6. ledna proběhlo první jednání mezi radou a zástupci USPD, které ale nepřineslo žádné výsledky. Vládní činitelé trvali na uvolnění obsazených budov a povstalci zase na znovudosazení Eichhorna do čela policie. Ve stejný den po konci jednání přikázal kancléř Ebert ministru obrany Gustavu Noskemu rozmístit jednotky Freikorps (pravicová protikomunistická vojenská organizace) v okolí Berlína. Noske okamžitě nařídil sledování všech členů Revolučního výboru. Na 7. ledna 1919 byla výborem svolána generální stávka, které se zúčastnilo na půl miliónu lidí. Demonstranti obsadili vládní budovy a postupně se začali ozbrojovat. Komunisté se pokusili přesvědčit námořníky a další vojenské jednotky k připojení k povstání, ale ve většině neuspěli. Dne 8. ledna 1919 vydala rada prohlášení, ve kterém vyzvala obyvatele Berlína k odporu proti povstalcům. Ve stejný den opustili zástupci komunistů Revoluční výbor po zjištění, že členové USPD začali vyjednávat s vládou a že na potlačení povstání byl vládou povolán Freikorps. Její členové začali intenzivně připravovat ozbrojený střet. Obyčejní dělníci zprvu vyslyšeli volání po stávce namířené proti vládním sociálním demokratů, nechtěli se ale účastnit násilných střetů. Obecně požadovali jednotu socialistických sil a potrestání vůdců z obou táborů za bratrovražedný boj. Povstání nedosáhlo veřejné podpory a vláda ho mohla rychle zlikvidovat.

### Potlačení povstání a popravy jeho vůdců

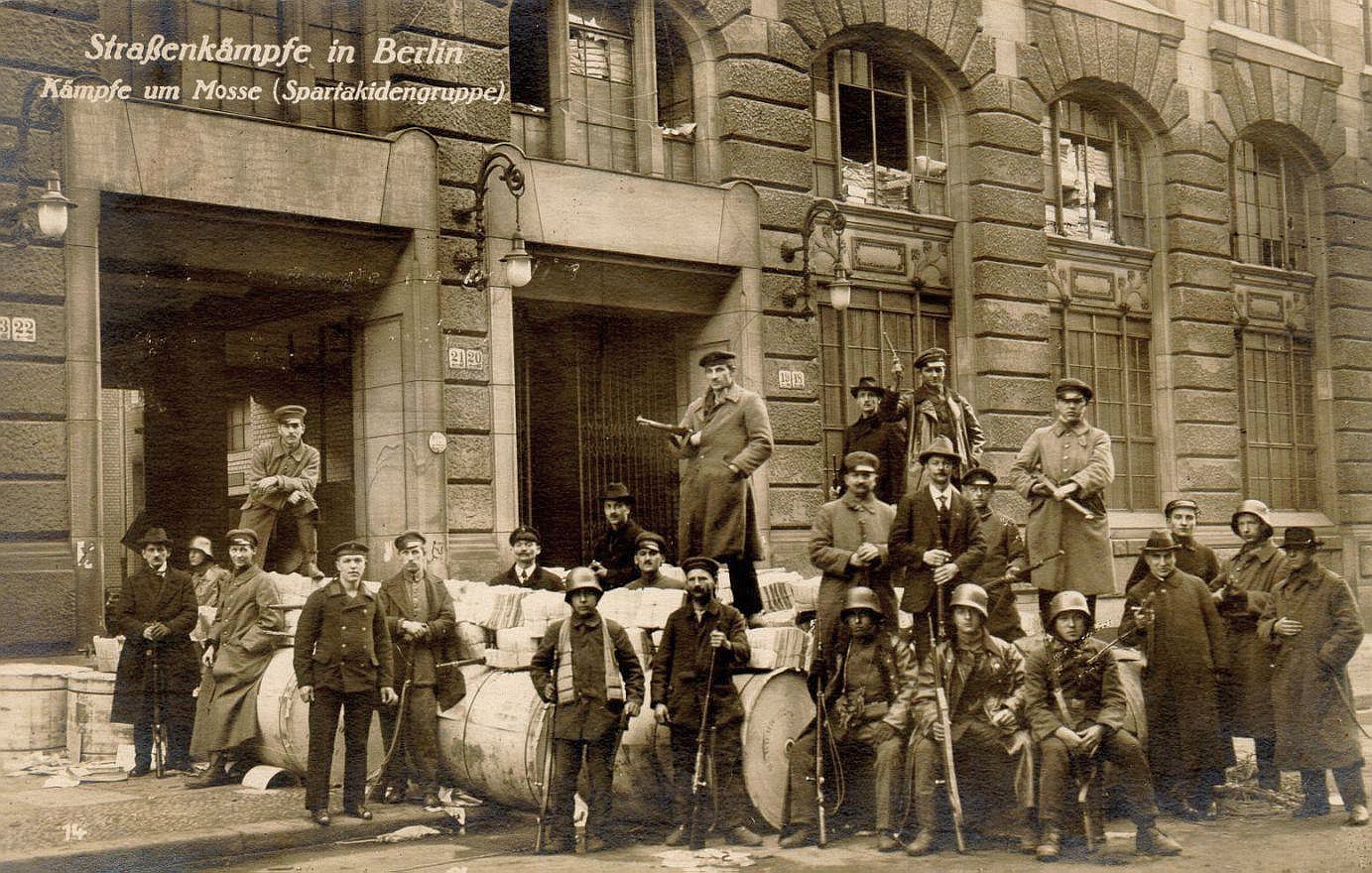
Společná fotografie spartakovců na barikádách, leden 1919

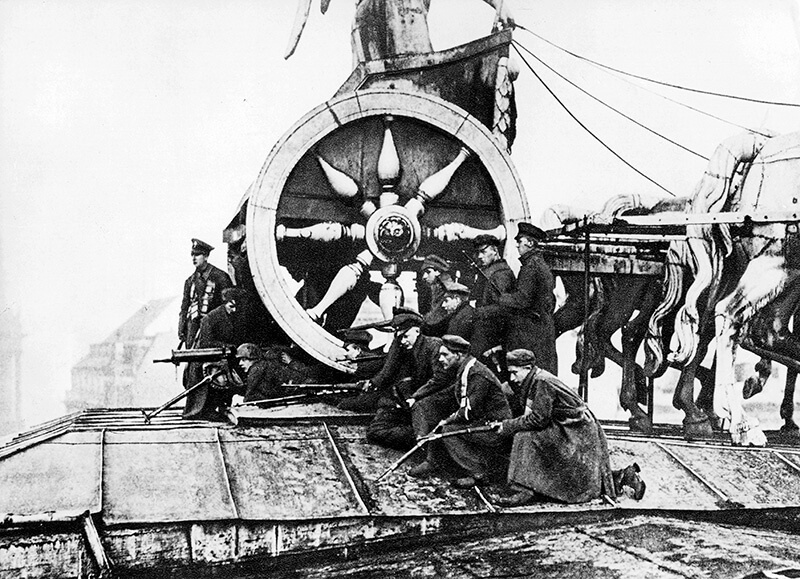
Spartakovci na Braniborské bráně

Jako první obsadila brigáda Reinhard, jedna z jednotek Freikorps, 10. ledna 1919 velitelství spartakovců ve Špandavě a 11. ledna 1919 vydal Noske oficiální rozkaz k potlačení povstání. Freikorps, který byl vyzbrojen plamenomety, kulomety, minomety a dělostřelectvem, rychle postupoval proti slabě vyzbrojeným povstalcům a 12. ledna 1919 měl pod kontrolou všechny vládní budovy. Mnoho povstalců se vzdalo dobrovolně, ale i tak armáda popravila přes 100 z nich. Okupaci Berlína započaly jednotky Freikorps 13. ledna 1919 a okamžitě začaly násilné excesy proti levicovým představitelům. Vůdci povstání se uchýlili do ilegality ve strachu o svůj život. Berlínem začaly kolovat plakáty, které za finanční odměnu žádaly jakoukoliv informaci, jež by vedla k dopadení Liebknechta a Luxemburgové. To přišlo v devět hodin večer 15. ledna 1919, kdy byli oba zatčeni a převezeni do hotelu Eden. Po vyslýchání spojeném s mučením byl Liebknecht při převozu do vězení zastřelen a jeho tělo bylo předáno do márnice jako neznámá oběť. Luxemburgovou ubili vojáci pažbou pušky a tělo hodili do vodního kanálu, kde bylo nalezeno až 1. června 1919. V berlínském tisku vyšly 16. ledna 1919 články, podle kterých byl Liebknecht zastřelen na útěku a Luxemburgová ubita rozlíceným davem. Vedení Komunistické strany převzal Leo Jogiches, který se pokusil obě vraždy objasnit, ale při jeho vyšetřování ho Freikorps taktéž zatkl a v březnu 1919 byl ve vězení zastřelen.

## Následující události

### Vyšetřování

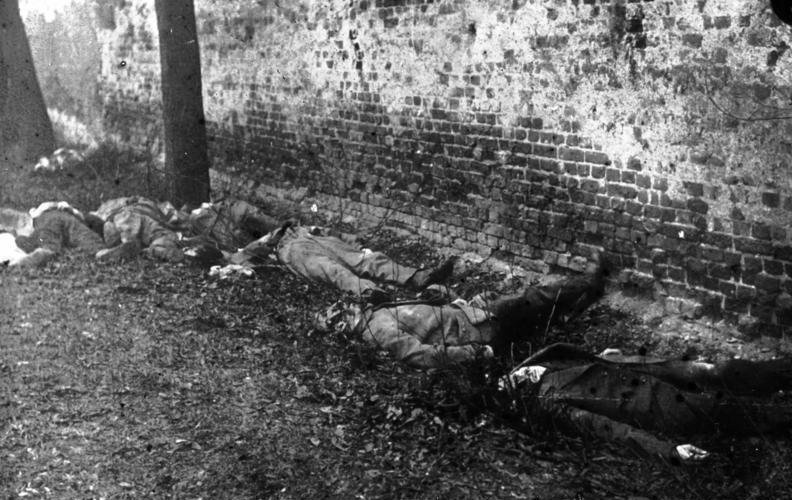
Popravení povstalci

Násilné potlačení povstání vyvolalo levicové nepokoje v dalších částech Německa jako v Bavorsku či Brémách, které trvaly až do května 1919. Noske je nechal všechna potlačil pomocí jednotek Freikorps. V únoru 1919 se komunisté neúspěšně dožadovali nezávislého prošetření obou vražd. K přelíčení došlo až v květnu 1919, kdy dva podezřelí z řad Freikorps (Otto Wilhelm Runge a Kurt Vogel) odešli s tresty vězení 24 a 28 měsíců. Ostatní byli osvobozeni. Komunisté viděli výsledek soudu jako zcela skandální, ale dalšího přelíčení se už nedočkali. Nacisté v roce 1934 oba odsouzené vojáky zpětně omilostnili. Runge navíc dostal finanční kompenzaci a Vogelovi byly prominuty odvody daní. Hroby Liebknechta a Luxemburgové byly v roce 1935 na rozkaz nacistů srovnány se zemí.

### Politická situace
Volby v roce 1919 vyhráli s přehledem sociální demokraté s 37,9 %. Nově zvolené shromáždění se sešlo ve Výmaru, kde vznikla koaliční vláda SPD, katolického Centra a liberálních Německých demokratů, nazývaná také jako Výmarská koalice. Dne 11. srpna 1919 vyšla nová tzv. Výmarská ústava a v Německu vznikla na deset let fungující demokracie.

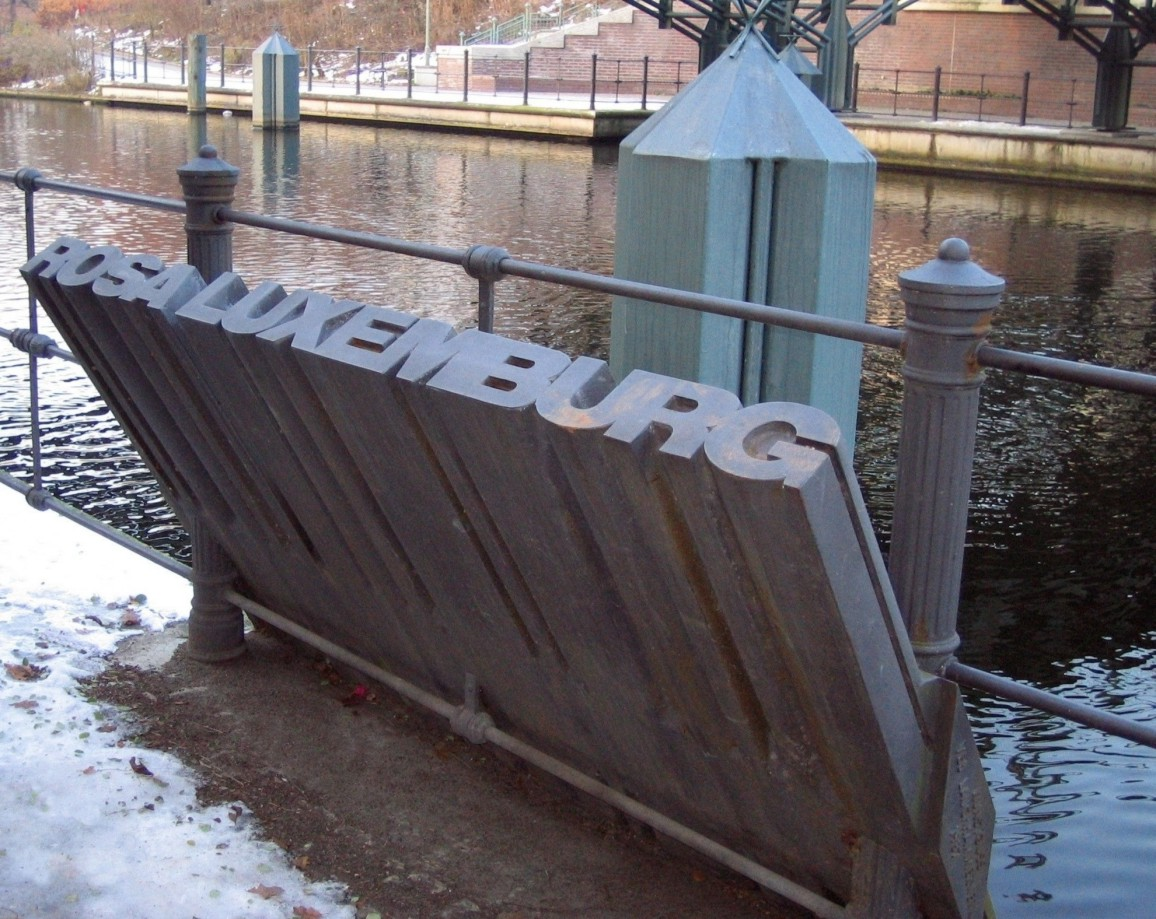
Památník Rosi Luxemburgové na břehu Landwehrkanalu

Povstání nebylo, co se počtu účastníků či obětí, největším během turbulentních let 1918 - 1923, vrazilo ale nepřekonatelný klín do německé levice. Sociální demokraté nikdy neodpustili komunistům pokus o jejich svržení a komunisté naopak nikdy nezapomněli, že proti nim byly poslány pravicové jednotky Freikorps ani popravu Liebknechta a Luxemburgové. Při všech volbách na sebe navzájem útočili a vzájemně se obviňovali. Ani při vzestupu nacismu se nedokázali sjednotit, a tak výrazně ulehčili Hitlerovi nástup k moci.

### Dnešní připomínky povstání

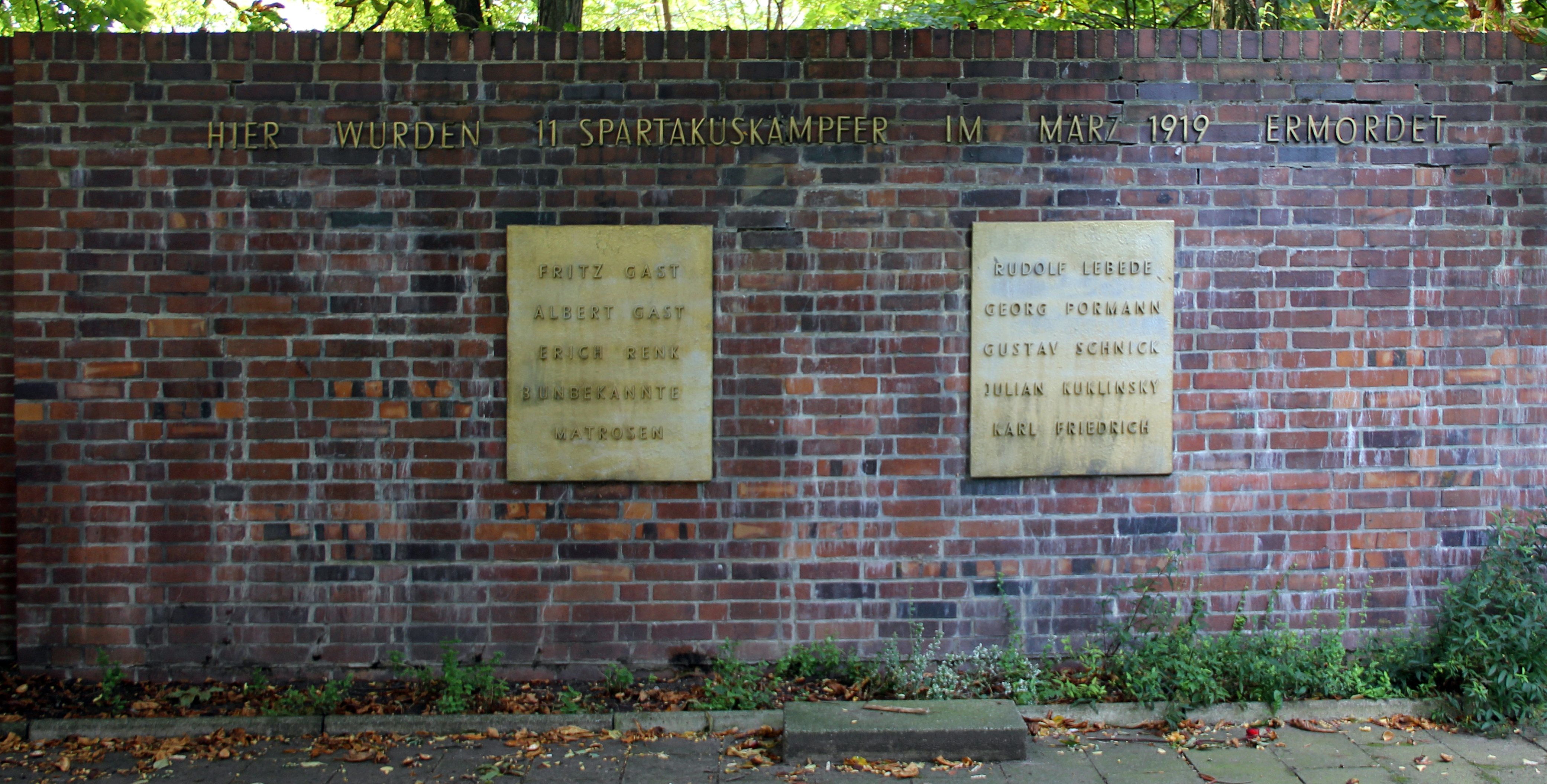
Památník povstání v Berlíně

Od roku 1919 (s výjimkou doby nacismu) se pravidelně každou druhou lednovou neděli koná v Berlíně vzpomínková akce zavraždění Liebknechta a Luxemburgové. Pochod vede od Frankfurtské brány na centrální hřbitov Friedrichsfelde, kde se nachází Památník socialistům. Památník se jmény popravených komunistů je vystavěn na zdi, kde byli zastřeleni, v Rathausstraße 10 v berlínské části Lichtenberg. U kanálu v místě, kde bylo tělo Rosi Luxemburgové vhozeno do vody, je její pomník.